# Armuña de Tajuña
Armuña de Tajuña è un comune spagnolo di 254 abitanti (2022) situato nella comunità autonoma di Castiglia-La Mancia.